# ノヴァヤ・シビリ島

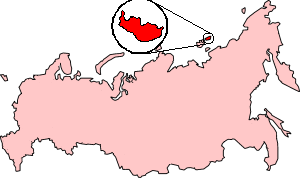
ロシアにおけるノヴァヤ・シビリ島の位置

ノヴァヤ・シビリ島（ロシア語: Но́вая Сиби́рь, ラテン文字転写: Novaya Sibir, 英: New Siberia）はノヴォシビルスク諸島に属するアンジュー諸島の最東端の島である。ラプテフ海と東シベリア海の間に位置する。面積は約6,200平方キロメートルで、世界で102番目に大きな島である。ノヴァヤ・シビリ島の標高はわずか76メートルでツンドラの植生で覆われている。この島はロシア連邦サハ共和国の一部である。

## 植生
ノヴァヤ・シビリ島の大部分は、非常に低成長の草、イグサ、広葉草本、蘚類、地衣類、苔類で構成されるツンドラにより覆われている。土壌は一般的に湿っていて細粒で、しばしば盛り上がっている。

## 歴史
ヤコフ・サンニコフは、1806年にノヴァヤ・シビリ島に足を踏み入れた最初のヨーロッパ人である。彼は商人であるセミョンとレフ・シロバツキーによって資金提供された狩猟探検の内の1つでこの島を発見した。